# Zizeeria soeriomataram
Zizeeria soeriomataram är en fjärilsart som beskrevs av Kalis 1938. Zizeeria soeriomataram ingår i släktet Zizeeria och familjen juvelvingar. Inga underarter finns listade i Catalogue of Life.